# Reuben Langdon
Reuben Christopher Langdon (ur. 19 lipca 1975 roku) – amerykański aktor filmowy, telewizyjny i głosowy, kaskader. Jest też koordynatorem sesji motion capture. Wielokrotnie użyczał głosu w grach komputerowych.
Ma 180 cm wzrostu.